# Akari Uemura
Akari Uemura este un idol japonez, nascută în anul 1998 pe 30 decembrie .Ea este membră din grupul Juice=Juice, înainte ea a fost membră la Up-Front-Kansai. Nickname ei e Aarii
Ea a sosit în Hello Pro Kenshuusei alaturi de Kosuga Fuyuka, Mizuki Murota și Rise Okamura în anul 2012. Ea are două animale "Happy" și "Toppy"
Ea e singură ca un singur copil. Când tata ei o avea pe ea, el avea atunci 18 ani.

## DVD-urile
- Greeting ~Uemura Akari~

## Alte DVD-urile
- Juice=Juice Miyamoto Karin,Uemura Akari Birthday Event 2013

## Trupe din care face parte ea
- Juice=Juice
- Sato no Akari
- Hello Pro Kenshuusei

## Media
- Moshimo Kokumin ga Shusho wo Erandara
- Musical Koisuru Hello Kitty
- The Girls Live
- We are Juice=Juice
- Hello! Project Station